# Gao Xingjian
Gao Xingjian (en chino, 高行健; pinyin, Gāo Xíngjiàn; Ganzhou, provincia de Jiangxi, China, 4 de enero de 1940) es un escritor en lengua china.
Es dramaturgo y novelista, y su obra más importante es la novela La montaña del alma. En la actualidad reside en Francia y es ciudadano francés. En 2000 obtuvo el Premio Nobel de Literatura.

## Biografía
Estudió francés en la Universidad de Estudios Extranjeros de Pekín. Tras licenciarse, trabajó como traductor de francés en China.
Su obra refleja influencias del modernismo y el teatro del absurdo. Fue contratado como guionista del Teatro Popular de las Artes de Pekín, donde en 1982 se representó su primera obra, La señal de alarma, escrita en colaboración con Liu Huiyuan. Su segunda obra, La estación de autobuses se estrenó en 1983, dirigida, al igual que La señal de alarma por Lin Zhaohua. En la representación, esta obra seguía a una pieza corta de Lu Xun, cuyo protagonista acababa poniéndose en la cola de una parada de autobuses. Así, se enlazaban el final de la obra de Lu Xun con el comienzo de La estación de autobuses. Esta obra, la más famosa de sus composiciones para teatro, tiene ciertas similitudes con Esperando a Godot, con un toque de darwinismo social. En la obra se utilizan numerosas expresiones locales, con un lenguaje muy pequinés, al estilo de la famosa obra de teatro El salón de té de Lao She.
La «Campaña contra la Contaminación Intelectual», emprendida por el gobierno chino a mediados de los años 1980, le causó problemas con la censura, y el estreno de su tercera obra, El hombre salvaje se pospuso hasta 1985. A partir de 1986 se prohibió la representación de sus obras nuevas.
En 1987 viajó a París y se quedó viviendo allí. En Francia acabó su obra maestra, la novela La montaña del alma (1990).
En 2000 se le concedió el Premio Nobel de Literatura. La noticia fue recibida con indignación por parte de las autoridades chinas, y los medios de comunicación de la China continental no informaron sobre la concesión del premio. La concesión del premio Nobel le dio fama mundial. Sus obras empezaron a traducirse al español y otros muchos idiomas a partir de ese momento.

## Obra
A continuación se listan algunas de sus obras más representativas.

### Obras de teatro
- La señal de alarma (1982) (Juéduì xìnhào 絕對信號 / 绝对信号 )
- La estación de autobuses (1983) (Chēzhàn 車站 / 车站 )
- El hombre salvaje (1985) (Yěrén 野人 )
- The other shore (1986)
- Teatro y pensamiento (2008)

### Narrativa
- Constellation in a Cold Night (1979). Relatos.
- Such a Pigeon called Red Lips (1984). Relatos.
- Una caña de pescar para el abuelo (1990) (Gei wo laoye mai yugan 給我老爺買魚杆 / 给我老爷买鱼杆). Traducida al español por Laureano Ramírez. Ediciones del Bronce, Barcelona, 2003. Relatos escritos entre 1986 y 1990.
- La montaña del alma (1990) (Língshān 靈山 / 灵山). Editada en español por Ediciones del Bronce, Barcelona, 2001. Novela.
- El libro de un hombre solo (1999) (Yīge rén de shènjīng 一個人的圣經 / 一个人的圣经). Editada en español por Ediciones del Bronce, Barcelona, 2002. Novela.

### Ensayo
- En torno a la literatura (2003) (Wénxué de liyou deng wenzhang 文學的理由等文章 / 文学的理由等文章). Traducida al español por Laureano Ramírez. El Cobre Ediciones, Barcelona, 2003.
- Contra los ismos (2007). Editada en español por Ediciones del Bronce, Barcelona, 2007.